# Barnabas Sibusiso Dlamini
Barnabas Sibusiso Dlamini (ur. 15 maja 1942 w Eswatini, zm. 28 września 2018 w Manzini) – suazyjski polityk, premier Suazi (Eswatini) od 26 lipca 1996 do 29 września 2003 oraz ponownie od 23 października 2008 do 5 września 2018.

## Życiorys

### Edukacja
W 1969 ukończył studia licencjackie z dziedziny chemii na Uniwersytecie Wisconsin w USA. W 1976 został absolwentem handlu na University of South Africa w Południowej Afryce. W 1982 zdobył dyplom MBA na New York University. Rok później uzyskał certyfikat księgowego stanu Nowy Jork w USA. W 1985 został licencjonowanym księgowym w Suazi.
W latach 1969–1977 pracował jako chemik w Swaziland Iron Ore Development Company. Od 1978 do 1984 był księgowym w firmie konsultingowej.

### Kariera polityczna
Od 1978 do 1983 zasiadał w Senacie Suazi. W latach 1983–1992 zajmował stanowisko ministra finansów. W tym czasie był również członkiem parlamentu oraz wchodził w skład Rady Obrony. Od 1992 do 1996 pełnił funkcję dyrektora wykonawczego Międzynarodowego Funduszu Walutowego w Waszyngtonie. Wchodził w skład 24-osobowej rady dyrektorów organizacji, reprezentując w niej 20 państw afrykańskich.
Od 26 lipca 1996 do 29 września 2003 pełnił funkcję premiera Suazi. W tym czasie kierował również Komitetem Bezpieczeństwa Państwa, Narodową Radą ds. AIDS oraz siłami policji królewskiej. Od 2003 do 2008 Sibusiso Dlamini był członkiem Rady Doradczej Króla, ciała odpowiedzialnego za doradzanie władcy w sprawach konstytucyjnych (mianowanie urzędników), finansowych i plemiennych.
Na początku 2008 Barnabas Sibusiso Dlamini był kandydatem suazyjskiego rządu do urzędu przewodniczącego Afrykańskiej Komisji Praw Człowieka i Praw Narodów (African Commission on Human and Peoples’ Rights). Jednak ostatecznie jego kandydatura została wycofana w celu przedstawienia jednego wspólnego kandydata przez wszystkie państwa SADC.
16 października 2008 Barnabas Sibusiso Dlamini został ponownie mianowany przez króla Mswatiego III szefem rządu Suazi. Tradycyjna i uroczysta ceremonia miała miejsce w wiosce królewskiej, Ludzidzini Royal Village. 23 października 2008 został zaprzysiężony na stanowisku, składając przysięgę w języku angielskim oraz języku suazi.